# Cottus reinii
Cottus reinii är en fiskart som beskrevs av Hilgendorf, 1879. Cottus reinii ingår i släktet Cottus och familjen simpor. Inga underarter finns listade i Catalogue of Life.